# Jahreszeitenbrunnen (Merseburg)

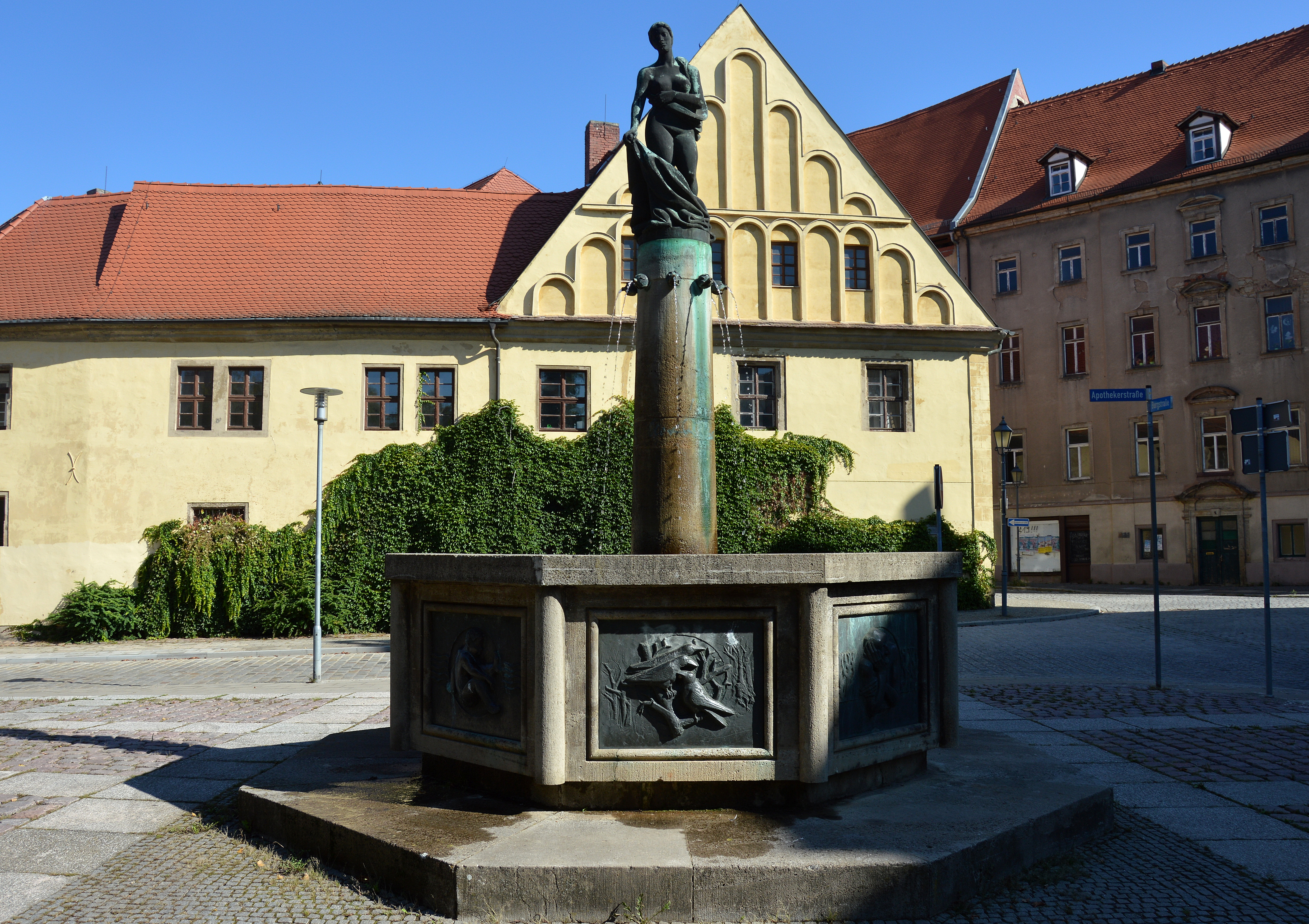
Jahreszeitenbrunnen, 2017

Der Jahreszeitenbrunnen ist ein denkmalgeschützter Brunnen in der Stadt Merseburg in Sachsen-Anhalt.

## Lage

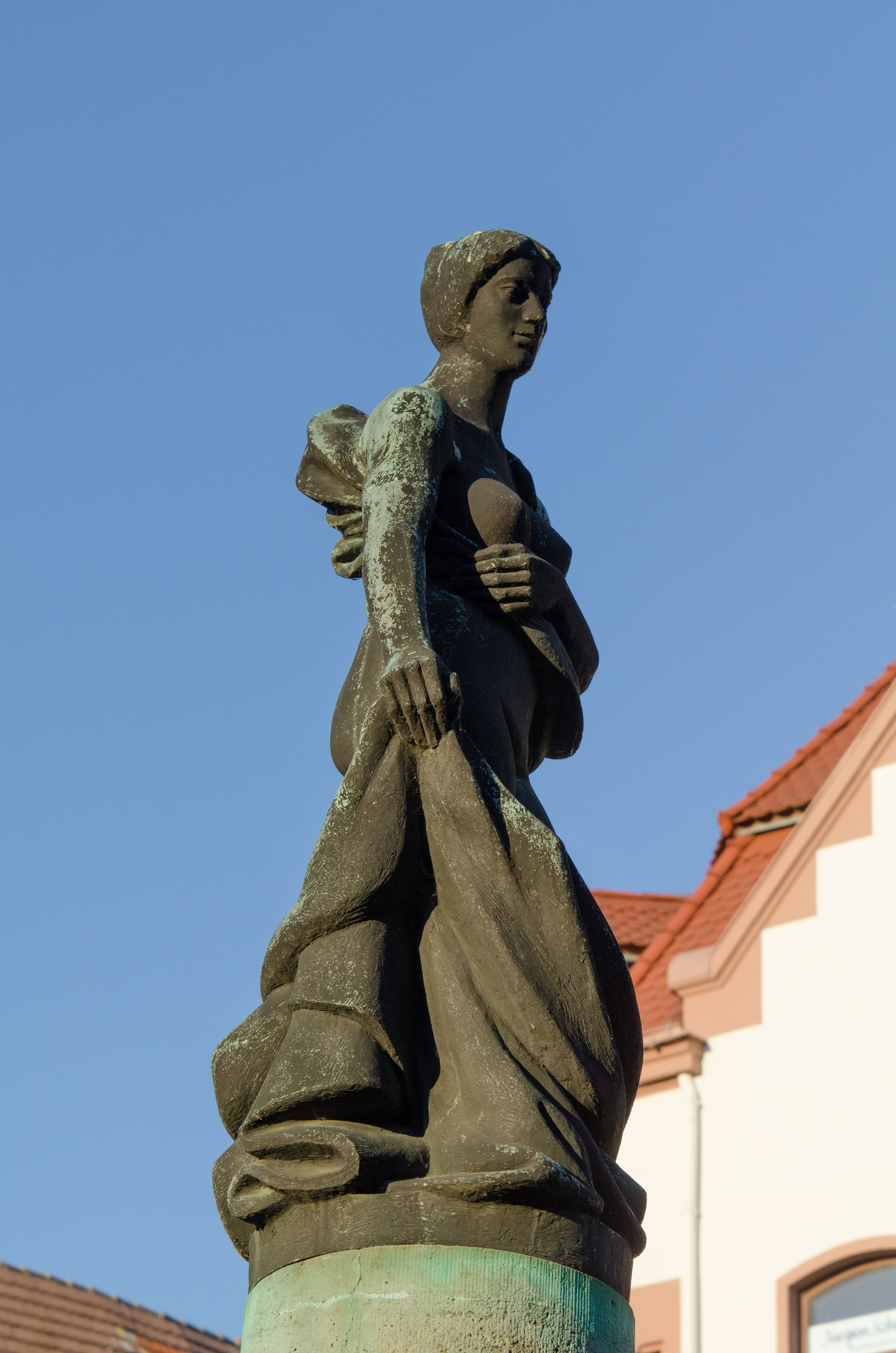
Figur auf dem Brunnen, 2015

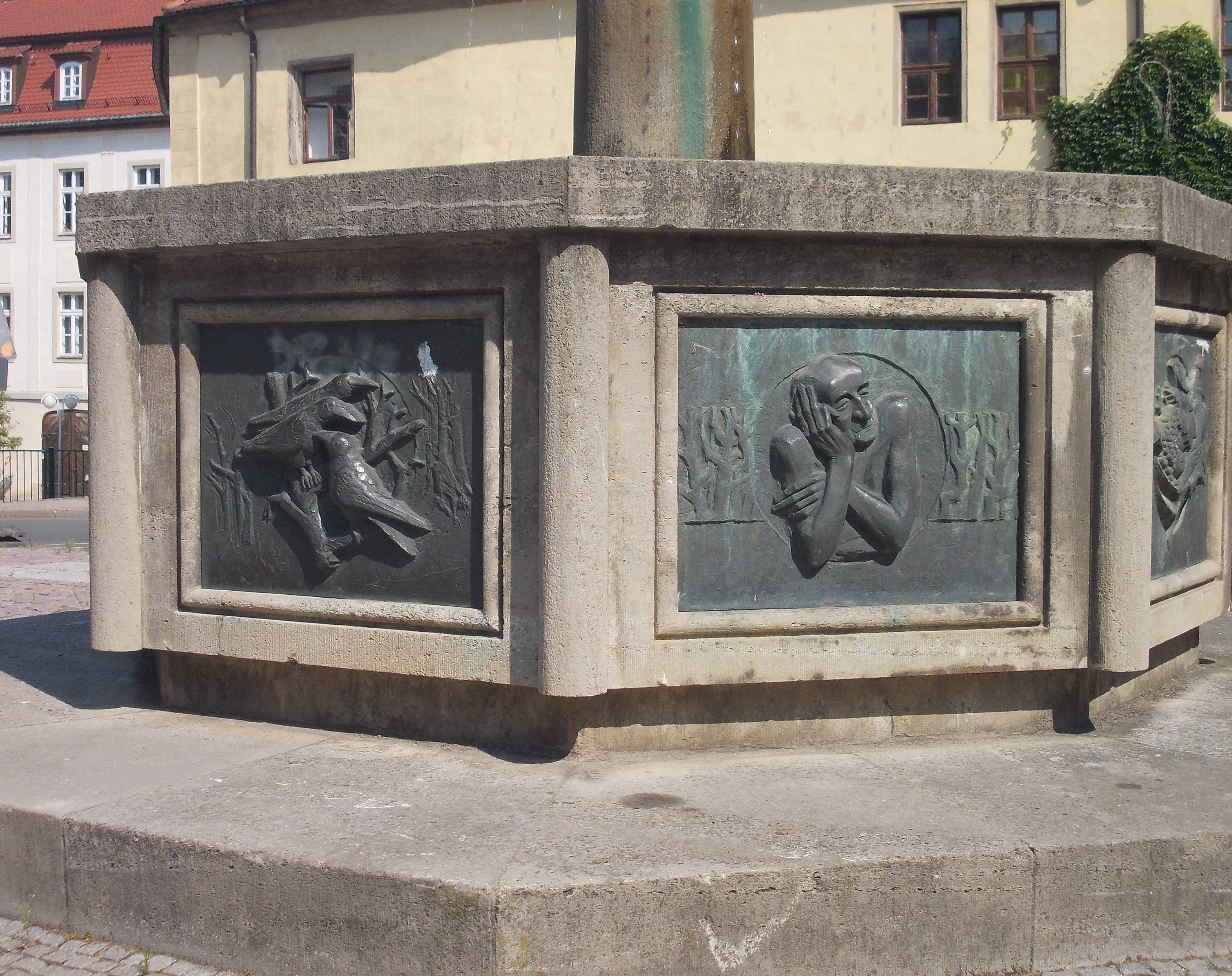
Reliefs am Brunnen

Der Brunnen befindet sich in der Merseburger Innenstadt auf einem Platz an der Einmündung der Apothekerstraße auf die Burgstraße. Nördlich liegt die Domapotheke zum Rautenkranz.

## Architektur und Geschichte
Der Brunnen wurde im Jahr 1981 vom Bildhauer Martin Wetzel geschaffen. Der Platz, auf dem der Brunnen errichtet wurde, war erst im Zuge der Umgestaltung Merseburgs in den 1960er und 1970er Jahren entstanden. Bis ins 16. Jahrhundert befand sich in diesem Bereich eine Synagoge.
Das Becken des Brunnens ist achteckig ausgeführt. Auf jeder der acht Seiten befindet sich ein Bronzerelief mit allegorischen Darstellungen der vier Jahreszeiten und damit in Beziehung gesetzter verschiedener Lebensalter des Menschen. In der Mitte des Beckens erhebt sich eine hohe Säule, auf der die lebensgroße Statue einer weitgehend unbekleideten Frau steht, die ein Tuch hält. Aufgrund der Darstellung wird der Brunnen im Volksmund auch Gewandbrunnen genannt.
Im örtlichen Denkmalverzeichnis ist der Brunnen unter der Erfassungsnummer 094 20120 als Baudenkmal verzeichnet.